# Alloasteropetes olivacea
Alloasteropetes olivacea là một loài bướm đêm trong họ Noctuidae.